# 东仪天主教会法典
《东仪天主教会法典》是1990年天主教会为自治教会中的22个所订教会法的一般部分的法典编纂的标题。罗马或拉丁礼教会由其自己专有的法典规制。22个自治教会统共组成东仪天主教会，被天主教会邀请将它们自己的专有法律编为法典并提交教宗，由此在天主教中将有一部充分、完整的教会法法典。
教宗若望保禄二世于1990年10月18日以文件“Sacri Canones”颁布本法典。 该法典于1991年10月1日生效。